# El Guelbelkebir
El Guelbelkebir (em árabe: القلب الكبير) é uma comuna localizada na província de Médéa, Argélia. Segundo o censo de 2008, a população total da cidade era de 12 782 habitantes.